# Alison Hargreaves
Pour les articles homonymes, voir Hargreaves.
Alison Hargreaves, née le 17 février 1962 à Mickleover (en) dans le Derbyshire et morte le 13 août 1995, est une alpiniste britannique.

## Biographie
Alison Hargreaves, née le 17 février 1962 à Mickleover, a grandi à Belper dans le Derbyshire. Elle a épousé Jim Ballard qui lui a donné deux enfants dont Tom Ballard alpiniste disparu en 2019 au Nanga Parbat. En 1995, la famille Ballard s'installe dans les Highlands écossais pour se rapprocher de son terrain d'entraînement.
En 1988, elle gravit en solitaire les six grandes faces nord des Alpes (Eiger, Petit Dru, Cervin, Cima Grande di Lavareddo par la voie Comici, Grandes Jorasses et Piz Badile) en une seule saison. À la face nord de l'Eiger, elle était enceinte de 6 mois de son fils Tom. L'opinion publique de l'époque critique son ascension enceinte au lieu de saluer la prouesse sportive.
Le 13 mai 1995, elle devient la première femme à gravir l'Everest sans assistance et sans oxygène. Sa victoire sur l'Everest est le début d'un défi plus important. Elle veut gravir les trois plus hautes montagnes de la planète, sans oxygène et sans assistance. Après l'Everest et avant le Kangchenjunga, elle cible donc le K2, seconde montagne de la planète. Deux mois plus tard, elle meurt le 13 août 1995, au cours d'une violente tempête sur le K2. 
Son fils Tom Ballard, également alpiniste renommé, disparaît à son tour fin février 2019 lors d'une expédition sur le Nanga Parbat avec l'himalayiste italien Daniele Nardi.